# Soyuz TM-11
Soyuz TM-11 fue a 11.ª expedición a la estación espacial soviética Mir, realizada entre diciembre de 1990 y mayo de 1991. Ella llevó al espacio por primera vez un japonés, el periodista-cosmonauta Toyohiro Akiyama.

## Tripulación
Lanzados

| Posición           | Cosmonauta       |
| ------------------ | ---------------- |
| Comandante         | Viktor Afanasyev |
| Ingeniero de vuelo | Musa Manarov     |
| Turista espacial   | Toyohiro Akiyama |

Aterrizaron

| Posición                | Cosmonauta       |
| ----------------------- | ---------------- |
| Comandante              | Viktor Afanasyev |
| Ingeniero de vuelo      | Musa Manarov     |
| Astronauta-investigador | Helen Sharman    |

## Parámetros de la Misión
- Masa: 7150 kg
- Perigeo: 367 km
- Apogeo: 400 km
- Inclinación: 51.6°
- Periodo: 92.2 minutos

## Misión
Pasó 175 días acoplada a Mir.  Una cámara dentro del módulo de descenso filmó los cosmonautas durante el despegue de la nave junto con Akiyama.
Viktor Afanaseyev, Musa Manarov (en su segunda visita a Mir), y el periodista de televisión japonés Akiyama fueron recibidos a bordo de Mir por el grupo Vulkans. El Tokyo Broadcasting System (TBS) pagó el vuelo de Toyohiro Akiyama. Los soviéticos llamaron esto de "primer vuelo espacial comercial" y afirmaron haber recibido 28 millones de dólares.
El periodista tenía en su programa una transmisión de 10 minutos de imágenes para la televisión y dos transmisiones de 20 minutos para lo radio todos los días. Las incompatibilidades eléctricas entres la alimentación eléctrica y los sistemas de vídeo y televisión forzaron los japoneses a usar un gran número de conversores. Su equipamiento, que pesaba cerca de 170 kg, fue enviado usando la nave  Progress-M y montado antes de su llegada por Manakov y  Strekalov. En 5 de diciembre la cama de Akiyama fue transferida para la Soyuz TM-10. En 8 de diciembre Manakov y Strekalov comenzaron a cargar el módulo de descenso de la Soyuz TM-10 con películas y resultados de experimentos. La TBS transmitió el aterrizaje de Akiyama en vivo del Kazajistán.

## Conexiones externas
- Soyuz-TM 11 - NASA
- Soyuz TM-11 - Weebau
- Vídeo: SOYUZ TM 11 - japanese
- The Soyuz TM manned transport spacecraft Archivado el 7 de octubre de 2021 en Wayback Machine.
- Soyuz-TM 1 - 15, 17 - 34 (7K-STM, 11F732A51)

- Datos: Q577280
- Multimedia: Soyuz TM-11 / Q577280